# Juan Manuel Leyton
Juan Manuel Leyton Guerrero (Cali, Valle del Cauca; 2 de septiembre de 1990) es un futbolista colombiano. Juega de portero y su actualmente no tiene equipo.

## Trayectoria
Juan Manuel Leyton nació en Cali, donde empezó a jugar al fútbol. Sin embargo, no contó con muchas oportunidades, por lo que se fue a jugar a Tumaco. Allí, fue descubierto por ojeadores de Independiente Santa Fe, que lo llevaron a las inferiores en la ciudad de Bogotá, a la edad de 15 años. En las inferiores del cuadro cardenal, se terminó de formar como futbolista.

## Juventud Girardot
Para el año 2009, Leyton se fue a préstamo a Atlético Juventud Girardot, equipo de la segunda división que tenía un acuerdo con Santa Fe para que foguearan a sus canteranos. Allí, no tuvo muchas oportunidades, por lo que volvió a Santa Fe.

## Santa Fe
Para el segundo semestre del 2010, el arquero caleño vuelve a Santa Fe, esta vez como futbolista profesional. En su primera etapa en el equipo albirrojo, Leyton siempre fue una alternativa, que cuando tuvo la chance la aprovechó de buena manera. Se destacó más que todo en la Copa Colombia, donde fue figura con el cuadro cardenal. En su primera etapa ganó el Torneo Apertura del 2012, acabando con la sequía de 36 años y medio de Santa Fe sin poder ganar un título de liga. También ganó una Superliga de Colombia, y al final de su primera etapa jugó 30 partidos como titular. 

## Expreso Rojo
Para el segundo semestre del 2014, Leyton fue cedido al equipo cundinamarqués Expreso Rojo. Allí, tuvo continuidad, y gracias a los buenos partidos volvió a Santa Fe. 

## Regreso a Independiente Santa Fe
Para enero del 2015, Juan Manuel vuelve al equipo del que es hincha. En ese año, solo jugó 2 partidos válidos por la Liga Águila. Sin embargo, Leyton hace parte del plantel que ganó la Copa Sudamericana, siendo la primera para Colombia. 

## Clubes
| Club                   | País                | Año                 | Partidos |
| ---------------------- | ------------------- | ------------------- | -------- |
| Juventud Girardot      | Colombia            | 2009 - 2010         | 6        |
| Independiente Santa Fe | Colombia            | 2010 - 2014         | 30       |
| Expreso Rojo           | Colombia            | 2014                | 13       |
| Independiente Santa Fe | Colombia            | 2015                | 2        |
| Club Llaneros          | Colombia            | 2016                | 19       |
| Tigres F. C.           | Colombia            | 2017                | 6        |
| Total en su carrera    | Total en su carrera | Total en su carrera | 76       |

## Palmarés

### Campeonatos nacionales
| Título                | Club     | País     | Año  |
| --------------------- | -------- | -------- | ---- |
| Torneo Apertura       | Santa Fe | Colombia | 2012 |
| Superliga de Colombia | Santa Fe | Colombia | 2013 |
| Superliga de Colombia | Santa Fe | Colombia | 2015 |

### Copas internacionales
| Título            | Club     | País     | Año  |
| ----------------- | -------- | -------- | ---- |
| Copa Sudamericana | Santa Fe | Colombia | 2015 |